# Esmé Creed-Miles
Esmé Creed-Miles (Barnet, 5 de febrero de 2000) es una actriz y música británica. Conocida por interpretar el personaje principal en la serie de Prime Video, Hannay en el drama de época de Paramount+ The Doll Factory (2023). Entre sus películas se incluyen Pond Life (2018) y Silver Haze (2023).

## Biografía
Esmé Creed-Miles nació el 5 de febrero de 2000 en Barnet un municipio del Gran Londres en Inglaterra (London Borough of Barnet). Durante su infancia y juventud asistió al English boarding school Bedales, una escuela mixta, con internado e independiente en el pueblo de Steep, cerca de la ciudad comercial de Petersfield en el condado de Hampshire. Su padre es el actor Charlie Creed-Miles y su madre la actriz Samantha Morton.
Comenzó su carrera actoral cuando apenas tenía 6 años cuando interpretó a la pequeña Shirley Temple en la película Mister Lonely (2007) dirigida por Harmony Korine. Su siguiente aparición en el cine no se produjo hasta diez años después, cuando fue elegida para trabajar en la película Dark River, de la directora francesa Clio Barnard. Siguieron papeles en las películas independientes británicas de bajo presupuesto como Undercliffe (2018) y Pond Life (2019). En este momento se matriculó en un curso básico de arte en la City and Guilds de Londres. Sobre su paso por esta escuela dijo en una entrevista «Era una fundación privada, porque yo no tenía un A-level. Y el problema de eso, que es la misma escuela a la que fui, es… es educación privada. Es bastante claustrofóbico, la riqueza que influye en la riqueza. Es un poco…» Abandonó el curso en su segundo año para interpretar el papel de Hanna.
Después hizo una audición para protagonizar el personaje homónimo en la serie de televisión Hanna de Amazon, una serie de televisión de ocho capítulos basada en la película de 2011 de Joe Wright, coescrita por David Farr. En una entrevista, dijo que había hecho audiciones para papeles en varias películas independientes antes de ser elegida para el papel de Hanna. Según la actriz, entrenó en artes marciales seis horas al día durante meses como preparación para sus escenas de lucha en la serie. Además valoró cómo su papel de Hanna le permitió desafiar las normas sociales sobre género y sexualidad. Creed-Miles ha recibido críticas positivas por su trabajo en la serie. The Atlantic señaló que está «imbuyendo al personaje de vulnerabilidad emocional y poder físico. Aún más sorprendente es cómo comunica la inteligencia de Hanna, cuán veloz, observadora e hiperalerta es».
En 2024, Netflix anunció que Creed-Miles interpretará el papel de Delirio en la segunda temporada de la serie web de drama, fantasía y terror estadounidense The Sandman.

## Vida personal
Creed-Miles también es música.

## Filmografía

### Cine
| Año  | Título                  | Papel          | Notas                               | Ref.   |
| ---- | ----------------------- | -------------- | ----------------------------------- | ------ |
| 2007 | Mister Lonely           | Shirley Temple |                                     |        |
| 2017 | Dark River              | Alice de joven | Acreditada como Esmé Creed-Miles    |        |
| 2018 | Undercliffe             | Sister Stevie  |                                     |        |
| 2018 | Pond Life               | Pogo           |                                     |        |
| 2020 | Jamie                   | Jamie          | Cortometraje; directora y guionista | [ 18 ] |
| 2020 | Sudden Light            | Mia            | Cortometraje                        |        |
| 2023 | Silver Haze             | Florence       |                                     | [ 19 ] |
| 2024 | The Thicket             | Lula           |                                     | [ 20 ] |
| 2025 | The Chronology of Water |                |                                     | [ 21 ] |
| TBA  | Lucia                   | Lucia Joyce    |                                     | [ 8 ]  |

### Televisión
| Año       | Título                    | Papel                   | Notas                             | Ref.          |
| --------- | ------------------------- | ----------------------- | --------------------------------- | ------------- |
| 2019-2021 | Hanna                     | Hanna                   | Personaje principal; 22 episodios |               |
| 2022-2024 | La leyenda de Vox Machina | Cassandra de Rolo (voz) | 13 episodios                      | [ 22 ] [ 23 ] |
| 2023      | The Doll Factory          | Iris                    | Papel principal; 6 episodios      | [ 24 ]        |
| 2025      | The Sandman               | Delirio                 | Temporada 2                       | [ 15 ]        |

## Premios y nominaciones
| Año  | Premio                       | Categoría                           | Trabajo nominado | Resultado |
| ---- | ---------------------------- | ----------------------------------- | ---------------- | --------- |
| 2021 | Critics' Choice Super Awards | Mejor actriz en una serie de acción | Hanna            | Nominada  |